# Anton Krenn
Anton Krenn est un footballeur autrichien né le 18 avril 1911 et décédé en avril 1993. Il évoluait au poste de milieu de terrain.

## Carrière
Il participe avec la sélection olympique autrichienne aux Jeux olympiques de Berlin en 1936. Lors du tournoi olympique, il joue quatre matchs : contre l'Égypte, le Pérou, la Pologne et enfin l'Italie. La sélection autrichienne remporte la médaille d'argent.

## Palmarès
- Médaillé d'argent lors des Jeux olympiques de 1936, à Berlin, avec l'équipe d'Autriche